# لنس دیل
لنس دیل (انگلیسی: Lance Deal؛ زادهٔ ۲۱ اوت ۱۹۶۱) پرتاب‌گر چکش، و ورزشکار دو و میدانی اهل ایالات متحده آمریکا است.